# Astigmatizem (optika)
Astigmatízem (redkeje tudi negoriščnost, starogrško α-: a- - ne, brez + stigma, starogrško στίγματοσ: stígmatos - znamenje, pega, prebod, vbod + -izem) je ena izmed napak optičnih naprav. Kaže se v tem, da imajo žarki v dveh pravokotnih ravninah različna gorišča. Astigmatizem spada med monokromatske napake (enobarvne napake), ker se pojavlja tudi pri rabi svetlobnih žarkov z eno valovno dolžino (ena barva svetlobe).
Primer pojava: s pomočjo leče hočemo ustvariti sliko križa. Astigmatizem se kaže v tem, da bodo imele vodoravne in navpične linije gorišče na različnih mestih. Kadar ima vsak točka predmeta tudi samo eno točko na sliki, rečemo, da optična naprava daje stigmatično sliko. 

## Oblike astigmatizmov
Znani sta dve vrsti astigmatizma. Prva vrsta se imenuje aberacija tretje vrste. Ta vrsta astigmatizma se pojavlja pri slikah predmetov, ki niso na optični osi. Pojavlja se tudi pri optičnih sistemih, ki niso popolnoma simetrični.
Druga oblika astigmatizma se pojavlja kadar sistem ni simetričen glede na optično os. To se lahko zgodi zaradi oblikovanja optičnega sistema ali zaradi napak pri izdelavi ali nepravilne nastavitve posameznih elementov. V tem primeru se astigmatizem opaža tudi pri žarkih na optični osi. Ta vrsta napake je zelo škodljiva za oko, ker oko samo popravlja to vrsto napake s spremembo oblike roženice in očesne leče.